# Netjercaré
Netjercaré (em egípcio: Nṯr-k3-Rˁ) ou Neticreti Siptá (em egípcio: Nt-iḳrti s3-ptḥ), e possivelmente a origem da figura lendária Nitócris, foi um faraó, o sétimo e último da VI dinastia. Alternativamente, alguns estudiosos classificam-no como o primeiro da VII ou VIII dinastia. Gozou de breve reinado no início do século XXII a.C., numa época em que o poder do faraó estava se desintegrando e o dos nomarcas locais aumentava. Embora fosse homem, é provavelmente a mesma pessoa que o governante feminino Nitócris mencionado por Heródoto e Manetão.

## Atestação
O nome de trono Netjercaré está inscrito na 40.ª entrada da lista real de Abido, uma lista de reis redigida durante o reinado de Seti I, imediatamente a seguir de Merenré II Também é atestado numa única ferramenta de cobre de proveniência desconhecida e agora no Museu Britânico. O nome Neticreti Siptá está inscrito no Cânone de Turim, na 5.ª coluna, 7.ª linha (4.ª coluna, 7.ª linha na reconstrução de Alan Gardiner do cânone).

## Identificação com Nitócris
Em suas Histórias, o historiador grego do século V a.C. Heródoto registra uma lenda segundo a qual a rainha egípcia Nitócris se vingou do assassínio de seu irmão e marido por uma turba rebelde ao desviar o Nilo para afogar os assassinos no banquete onde os reuniu. A história também é relatada pelo sacerdote egípcio Manetão, que escreveu uma história do Egito chamada Egiptíaca no século III a.C.. Manetão escreve sobre Nitócris que era "[...] mais corajosa do que todos os homens de seu tempo, a mais bela de todas as mulheres, pele clara e bochechas vermelhas". Foi além e creditou-lhe a construção da Pirâmide de Miquerinos: "Por ela, dizem, foi erguida a terceira pirâmide, com aspecto de montanha". Embora o rei assassinado não seja nomeado por Heródoto, Nitócris segue imediatamente Merenré II na Egiptíaca e, portanto, é frequentemente identificado como esse rei. Como o rei que segue Merenré II na Lista Real de Abido é "Netjercaré", o egiptólogo alemão Ludwig Stern propôs em 1883 que Netjercaré e Nitócris são a mesma pessoa.
O egiptólogo dinamarquês Kim Ryholt confirmou a hipótese de Stern num estudo recente sobre o assunto. Argumenta que o nome "Nitócris" é resultado da fusão e distorção de "Netjercaré". Confirmando a análise, o Cânone de Turim, outra lista redigida no início do Período Raméssida, cita um Neticreti Siptá em posição incerta. As análises microscópicas de Ryholt das fibras do papiro sugerem que o fragmento onde o nome aparece pertence ao final da VI dinastia, imediatamente após Merenré II. Visto que na Lista Real de Abido, Netjercaré é colocado no lugar equivalente que Neticreti Siptá do Cânone de Turim, os dois devem ser a mesma pessoa. Além disso, "Siptá" é masculino, indicando que Nitócris era de fato faraó. "Nitócris" provavelmente se originou do nome de trono "Neticreti", que por sua vez vem é uma corruptela de "Netjercaré", ou então "Neticreti Siptá" era o nome de Sá-Ré e "Netjercaré" seu nome de trono.